# Wzgórze Wisielców

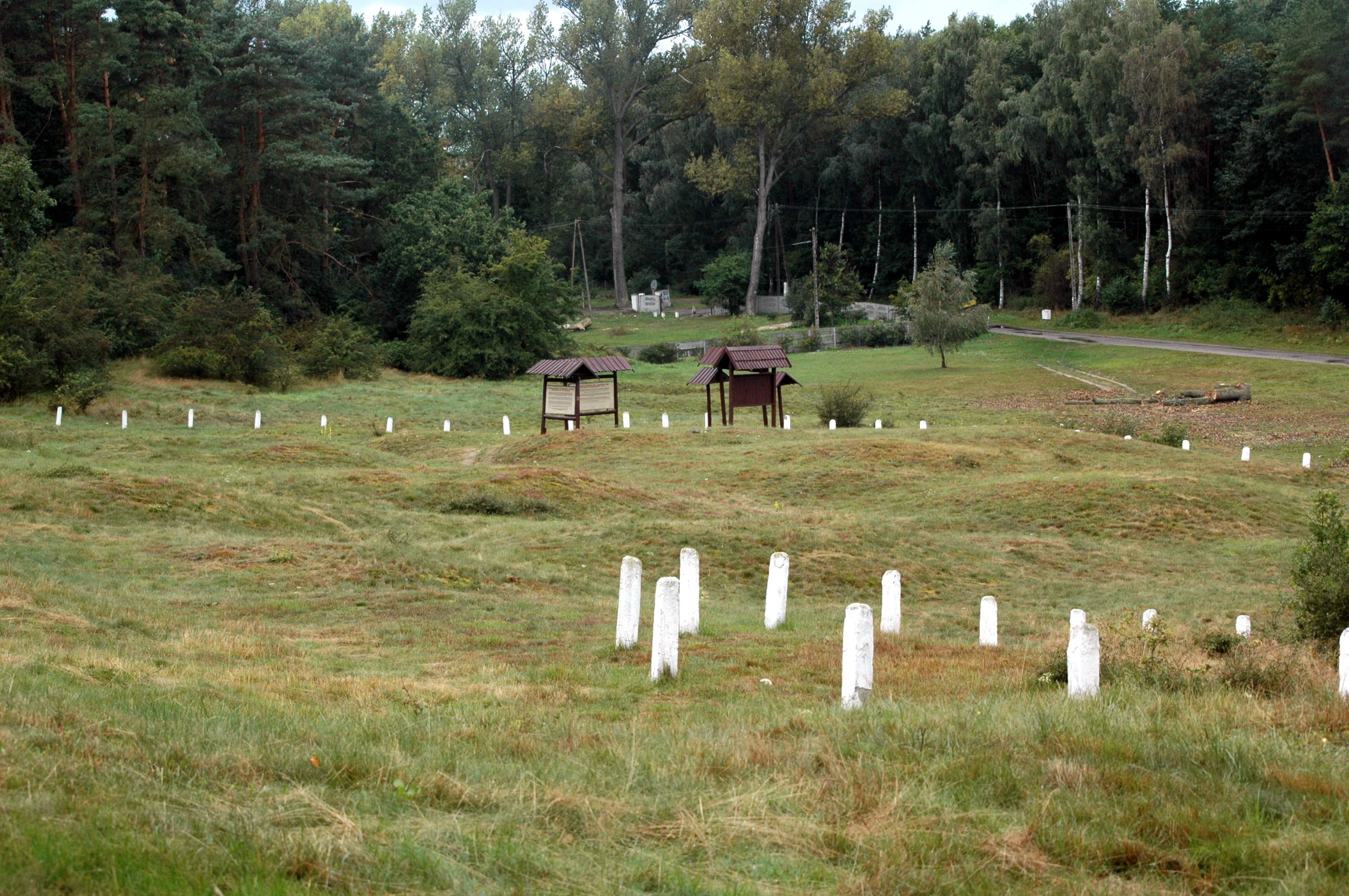
Wzgórze Wisielców

Wzgórze Wisielców – rezerwat archeologiczny położony na południe od Wolina na wzniesieniach nad Dziwną z cmentarzyskiem kurhanowym z IX–X wieku. 
Ogrodzone cmentarzysko kurhanowe znajduje się nad Dziwną, na wzniesieniu zwanym Gołogórą (21 m n.p.m.) .
Cmentarzysko kurhanowe na Wzgórzu Wisielców, stanowisko 9, należy do grupy najstarszych wczesnośredniowiecznych nekropolii na Pomorzu Zachodnim. Jest unikalnym, po dziś zachowanym w sposób czytelny obiektem archeologicznym, który we wczesnym średniowieczu współtworzył rozległy zespół osadniczy Wolina. Zmarłych chowano tu w obrządku pogrzebowym ciałopalnym i szkieletowym . Przejawiający się w sposób wyraźny birytualizm interpretowany jest jako wyraz oddziaływań różnych ośrodków kulturowych ówczesnej Europy, zarówno skandynawskich, jak i chrześcijańskich z Polski i  Niemiec. Część pochówków przypada jednak na najstarszą fazę charakteryzującą się wyłącznie obrządkami ciałopalnymi.
Istnienie nekropolii na Wzgórzu Wisielców datowane jest na okres, kiedy na Pomorzu występowały cmentarze kurhanowe o obrządku wyłącznie ciałopalnym lub birytualnym (IX–XI w.). Pierwotnie tutejsze mogiły miały kształt kolisty. Ich średnica wynosiła od 3 do 20 metrów . W trakcie prac badawczych odkryto kurhan o ogrodzeniu z drewnianych pali, które zostały spalone przed usypaniem mogiły. Wyróżniono groby kurhanowe i podkurhanowe. Te pierwsze – nieliczne. Groby ciałopalne wystąpiły w postaci: popielnicowych, jamowych i warstwowych. Niektóre otoczono kamieniem. Niekiedy kamienie tworzyły bruk pod warstwą stosu. 
Pochówki szkieletowe zalegały na poziomie ówczesnego gruntu, lekko zagłębione w calec, choć większość została wkopana w kurhany powtórnie. 
Zmarłych składano do drewnianych trumien. W pochówkach szkieletowych zmarli spoczywali w pozycji wyprostowanej na wznak. Niektóre kurhany kryły 2 lub 3 pochówki. 
Zmarli wyposażeni byli stosunkowo ubogo. Cechą charakterystyczną nekropolii pomorskich jest bogatsze wyposażenie grobów kobiecych. Wśród inwentarzy odkryto ceramikę, rzadziej noże, osełki, kabłączki skroniowe i paciorki.
Nazwa „Wzgórze Wisielców” jest późniejsza i wiąże się z odbywającymi się kaźniami piratów i przestępców . Odkryty w najwyższym punkcie wzniesienia grób młodego mężczyzny bez głowy wskazuje na możliwość wykonania wyroku przez ścięcie.
Pod koniec XIX wieku naliczono na wzniesieniu 93 kurhany, z których zachowały się 34 mogiły.
Istniała tutaj rozległa osada kultury pucharów lejkowatych i ceramiki sznurowej.